# Feuchtmayer Museum

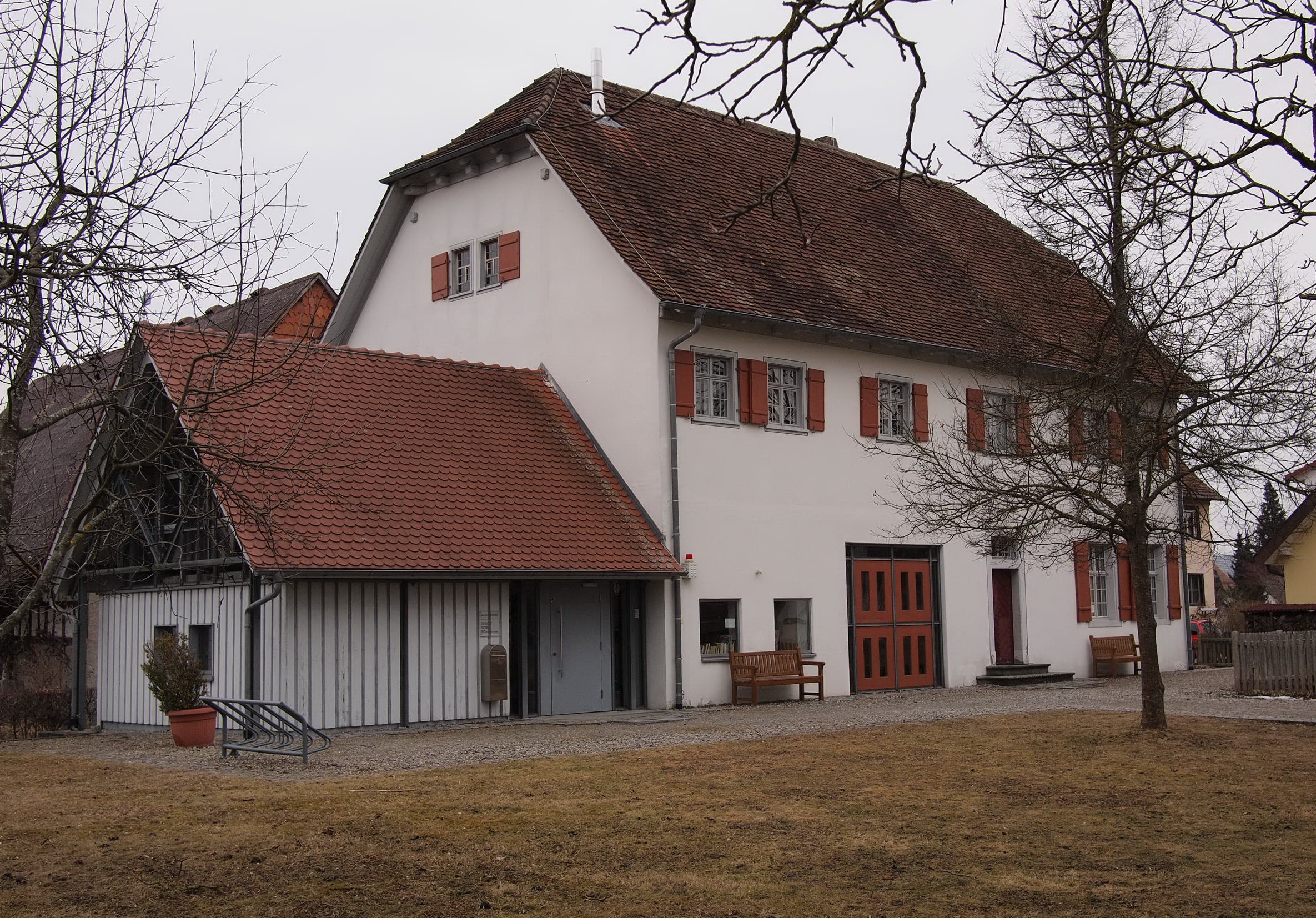
Feuchtmayer Museum in Mimmenhausen

Das Feuchtmayer Museum liegt im Ortsteil Mimmenhausen der Gemeinde Salem und macht die ehemalige Werkstatt von Joseph Anton Feuchtmayer und seine Arbeitsmethoden zugänglich. Die Themen im Museum sind die Person Feuchtmayer, Kopien seiner Zeichnungen, Entstehung der Holz- und Stuckfiguren, die Fertigung des Stuckmarmors und die Dokumentation seines Wirkens für die Wallfahrtskirche Birnau und die Abtei Salem.

## Wohnhaus und Werkstatt
Joseph Anton Feuchtmayer übernahm mit 22 Jahren die Werkstatt in Mimmenhausen und Lehrbücher von seinem Vater Franz Joseph Feuchtmayer. Die drei Bücher waren: ein Historienbuch, die Deutsche Akademie von Joachim von Sandrart und von Andrea Pozzo: Der Mahler und Baumeister Perspectiv.
1721 erhielt er das Killenberggut vom Kloster Salem als Lehen auf Lebenszeit, verbunden mit einem Schutzrecht, welches ihn von der Leibeigenschaft und dem Zunftzwang befreite. Feuchtmayer erwarb das sogenannte Steuerhaus, das heutige Museumsgebäude, im Jahr 1730 vom Kloster Salem. Acht Gesellen arbeiteten dort für ihn. Feuchtmayer arbeitete hier in Stucktechnik, Stuckmarmor und schuf Figuren in Stein, Holz und Gips. Nach Feuchtmayers Tod im Jahr 1770 wurde die Werkstatt als Bildhauer-Werkstatt von Johann Georg Dirr bis zu seinem Tod im Jahr 1779 weitergeführt. Danach wurde sie von Johann Georg Wieland bis zu seinem Tod Im Jahr 1802 weiter genutzt. Die Mimmenhausener Werkstatt hörte danach auf zu existieren.
Im 19. Jahrhundert wurde das Gebäude landwirtschaftlich genutzt und im Jahr 2000 von der Gemeinde Salem als Museum eröffnet.

## Präsentationsentwürfe
Für seine Auftraggeber zeichnete Feuchtmayer Präsentationsentwürfe, von denen einige in Kopie ausgestellt sind, z. B. zum Hochaltar und zur Ostwand der Schlosskapelle in Meersburg für Damian Hugo Philipp von Schönborn-Buchheim.

## Arbeitstechniken
Der Aufbau seiner Stuckfiguren in Phasen wird gezeigt. Die Entstehung einer Puttenfigur aus dem rohen Holzblock wird nachempfunden. Die Zusammensetzung des Stuckmarmors dokumentiert.

## Arbeiten für Salem und Birnau
Die Arbeiten für Abt Anselm II von Salem und die Wallfahrtskirche Birnau werden dargestellt.